# Stadio Alberto Picco
Lo stadio Alberto Picco è un impianto calcistico italiano della Spezia.
Inaugurato nel 1919, ospita le partite interne dello Spezia; è intitolato alla memoria di Alberto Picco, primo giocatore del club a marcare un goal e caduto nella Grande Guerra da sottotenente degli Alpini.

## Storia
Il Campo Sportivo Municipale venne realizzato al termine della Prima guerra mondiale su un'area concessa dalla Marina Militare. L'impianto fu costruito rapidamente per offrire allo Spezia F.B.C. un campo idoneo su cui disputare il primo campionato ufficiale, quello di Promozione Ligure del 1919-20. Lo stadio tuttavia non era pronto per la prima gara del torneo, che si dovette quindi disputare sul campo dell'altra squadra cittadina, la Virtus. Il Picco venne finalmente inaugurato nella successiva partita casalinga degli aquilotti, disputata il 7 dicembre 1919 e nella quale lo Spezia travolse per 8-0 l'S.C. Genova. Inizialmente lo stadio era dotato di tribune in legno coperte, in stile inglese.
Nel 1922 lo Spezia FBC pose all'ingresso dell'impianto una lapide per ricordare i suoi atleti caduti nella prima guerra mondiale: Alberto Picco, Umberto Toso, Ferruccio Francesconi, Bruno Zambelli, Paride Ferrari e Ciro Orsini. 

Ma nello stesso anno, nel campionato 1922-23, in occasione dell'importante partita Spezia-Genoa dentro e fuori dall'impianto sportivo si scatenò una furiosa rissa tra le opposte tifoserie; anche l'arbitro fu costretto a fuggire dopo la partita e lo stadio Picco subì una squalifica di un anno, fatto che costituì un vero e proprio record negativo per l'epoca.
Nei primi anni trenta venne costruita la monumentale cancellata d'ingresso in pietra scura, che più tardi fu completata con due sculture di atleti, opera di Enrico Carmassi. 

Per celebrare l'inaugurazione della nuova struttura venne organizzata un'amichevole di prestigio tra lo Spezia e la Juventus, vinta dagli ospiti per 2-4.
La struttura degli spalti rimase quella originale sino a quando non venne realizzata una più moderna tribuna in cemento, che venne inaugurata il 19 febbraio 1933 in occasione della partita Spezia-Novara, vinto dai piemontesi per 1-2.

## Le ristrutturazioni

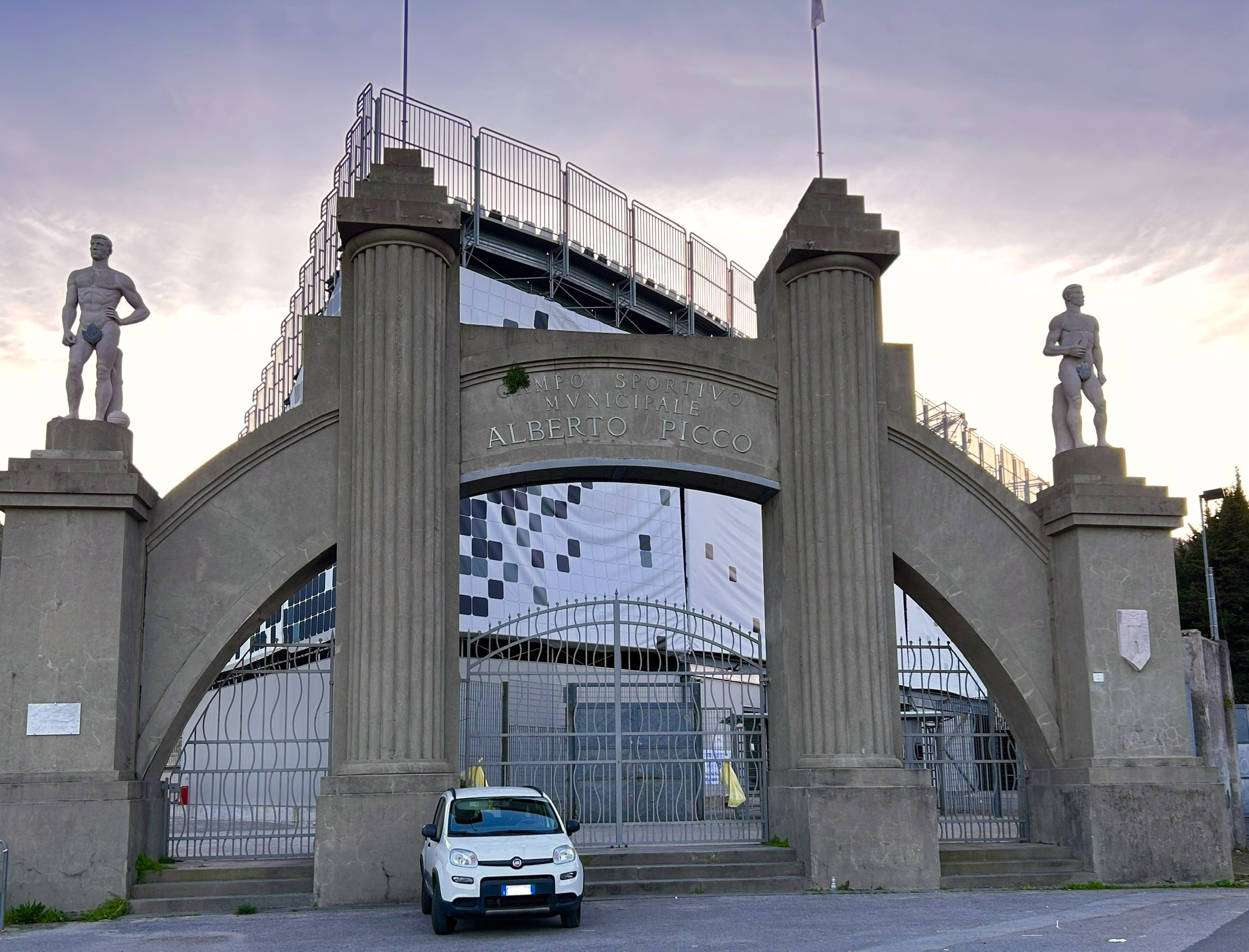
L'ingresso dello stadio

### La struttura originale
Lo stadio disponeva inizialmente di due spalti: una tribuna coperta in cemento, realizzata negli anni Trenta, ed una semplice gradinata scoperta di fronte alla tribuna. Il campo era inoltre circondato da una pista per le gare di atletica leggera e dietro alle porte vi era una semplice recinzione curvilinea.

### La Curva Ferrovia
Nel 1964 viene completata la costruzione del primo settore di spalti sul lato corto del campo: realizzato in cemento, viene presto battezzato Curva Ferrovia per la presenza alle sue spalle del raccordo ferroviario con l'arsenale militare (poi dismesso); la capienza è di circa 1 000 posti e la forma sembra quasi un prolungamento della gradinata di fronte alla tribuna.
All'inizio degli anni settanta vengono sbancate le collinette di terreno ancora presenti ai lati della Curva Ferrovia e vengono realizzate due piccole tribune prefabbricate, che affiancandosi alla struttura in cemento già esistente portano la capienza del settore lato ferrovia a circa 3 000 posti.
Poco dopo la nascita dei gruppi di tifoseria organizzata, a cavallo degli anni 1974-75, gli ultras locali vanno ad occupare la curva in cemento, che successivamente viene divisa da quella in prefabbricato quando si decide di lasciare un settore dello stadio riservato ai tifosi ospiti.
A seguito della ricostruzione della Curva Ferrovia negli anni 90, la struttura attuale ha una capienza di oltre 4000 spettatori.

### La Curva Piscina

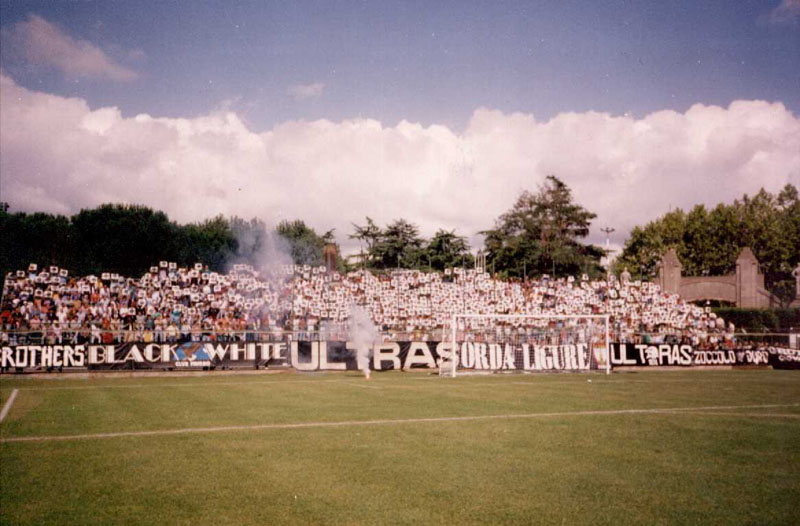
Il primo livello della Curva Piscina negli anni ottanta

Nel 1986, dopo la promozione in Serie C1 conquistata dallo Spezia nella stagione 1985-1986 viene realizzata una seconda curva detta Curva Piscina, che sorge sul lato opposto alla Curva Ferrovia e così chiamata perché si trova nell'area compresa tra il terreno di gioco e una piscina di proprietà della Marina Militare. 

Anche questa struttura è realizzata in prefabbricato ed ha una capienza di circa 1 500 posti. La Curva Piscina diviene immediatamente il settore occupato dai tifosi locali, che, più vicini al campo, possono far sentire meglio il proprio calore ai loro beniamini. La curva viene inaugurata il 28 settembre 1986 in occasione di Spezia-Prato. Nelle stagioni 1987-1988 e 1988-1989 lo Spezia Calcio ha un ottimo rendimento e sfiora la promozione in Serie B, l'afflusso di pubblico per le partite interne è sempre maggiore e si decide di innalzare la struttura in prefabbricato della Curva Piscina, raddoppiandone di fatto la capienza. La nuova struttura è pronta in occasione dell'incontro casalingo con la Virescit, nel dicembre 1988, in vista della partita con la Lucchese previsto per il turno interno successivo. Gli ospiti, intanto, continuano ad essere sistemati nel settore in prefabbricato lato "ferrovia".
Nell'estate 2021, il settore ha subito una nuova ristrutturazione venendo demolito e ricostruito. I lavori in questione, hanno portato la Curva Piscina ad avere una capienza di 3 176 posti suddivisi in due settori, di cui uno per la tifoseria ospite.

### Il "nuovo" Picco

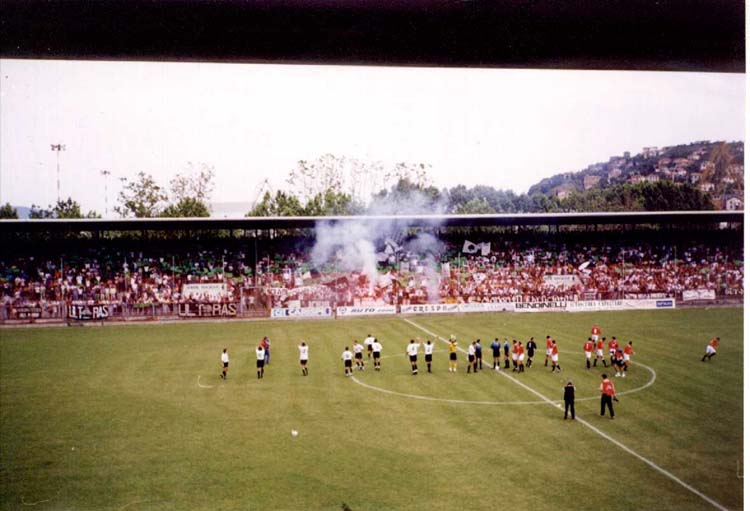
Il nuovo settore distinti gremito di tifosi

Sul finire degli anni ottanta viene presentato un ambizioso progetto ad opera dello studio Gregotti ed associati, che prevede il completo rifacimento di tutti i settori dello stadio, portando così la capienza complessiva dell'impianto a circa 15 000 spettatori. La nuova struttura, nella mente dei progettisti, prevede una tribuna ed un settore distinti dalla capienza di circa 3 500 posti ciascuno ed entrambi coperti, e due curve perfettamente simmetriche, di forma tondeggiante, da circa 4 000 posti ciascuna. I lavori, anche se non nei tempi perfettamente prestabiliti, prendono il via, e viene come prima cosa realizzato il settore distinti, che temporaneamente viene diviso a metà per ospitare anche i tifosi ospiti. Successivamente è il turno della Curva Ferrovia, che viene completamente ricostruita secondo il nuovo progetto, diventando il settore più imponente di tutto l'impianto. Nella nuova curva prendono posto i tifosi locali e la struttura viene inaugurata il 12 novembre 1993 con la partita Spezia-Como, terminata con il punteggio di 0-0. Nell'inverno del 1988 la struttura prefabbricata della curva piscina venne ampliata in tempi assai rapidi grazie all'aiuto pratico offerto dai tifosi ultras dello Spezia Calcio. I lavori, tuttavia, a causa della mancanza di fondi sono costretti a fermarsi, ed i restanti settori (tribuna e curva lato "piscina") non vengono ristrutturati.

### Lo stadio negli anni duemila

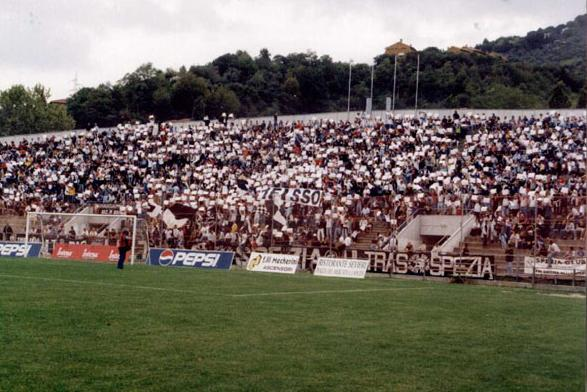
La Curva Ferrovia dopo i lavori di ricostruzione

La tribuna pertanto resta quella costruita negli anni trenta, con le evidenti limitazioni che ciò comporta (in particolare i pali di sostegno della copertura che ostacolano la visuale), e la Curva Piscina viene parzialmente smantellata cadendo in disuso. Lo stadio Alberto Picco resta in questa situazione fino all'estate del 2000, quando lo Spezia Calcio conquista la promozione in C1 e si decide di ristemare (con una nuova struttura in ferrotubi) la Curva Piscina per assegnarla ai tifosi ospiti. Tutto ciò è necessario per garantire una maggiore sicurezza ed una maggiore capienza, potendo offrire alle tifoserie ospiti un settore da 1 600 posti e dedicare ai supporters locali l'utilizzo di tutto il settore dei distinti. Nei due anni successivi (stagioni 2000-2001 e 2001-2002) lo Spezia torna di nuovo in lotta per la promozione in Serie B e lo stadio viene spesso riempito fino ai limiti consentiti dalla capienza; finalmente si pensa di nuovo di portare a compimento il progetto originale di ristrutturazione, ma la proprietà dello Spezia Calcio preferisce rinviare i lavori a data da destinarsi per non essere costretta a rinunciare agli incassi in occasione delle partite casalinghe.

### 2006: Adeguamento alla Serie B
In questa situazione di stallo si arriva fino al 2006, anno in cui lo Spezia Calcio viene promosso in Serie B. La promozione alla serie superiore mette a nudo tutte le carenze dell'impianto, e si ripropone il problema della ristrutturazione mai portata del tutto a compimento (più volte si è discusso sull'opportunità di individuare un'area più capiente su cui costruire uno stadio ex novo). Per affrontare la Serie B si sono dovuti approntare alcuni lavori per rendere l'impianto conforme alle norme vigenti; nel dettaglio sono state realizzate due nuove torri faro dal lato della Curva Piscina per adeguare l'impianto di illuminazione, è stato colmato (e sostituito con una vetrata antisfondamento) il fossato che divideva il terreno di gioco dal settore distinti e sono state realizzate nuove strutture per la stampa (compresa un'area "hospitality") e gli spogliatoi alle spalle della storica tribuna. La capienza della Curva Piscina, destinata ai tifosi ospiti, è stata aumentata a 2 000 unità; complessivamente la capienza dell'impianto è stata portata a circa 10 000 spettatori. La Tribuna è stata dotata di nuovi seggiolini colorati (bianchi e neri) che grazie alla loro disposizione vanno a comporre la scritta "Spezia". È stata infine realizzata una postazione per consentire le riprese televisive dal settore distinti, in modo da evitare gli ostacoli visivi costituiti dai pali di sostegno che sono presenti in tribuna, dove invece trovano ancora posto i giornalisti delle emittenti radiofoniche e quelli della carta stampata.

### 2007: Adeguamento alle nuove norme e prospettive future

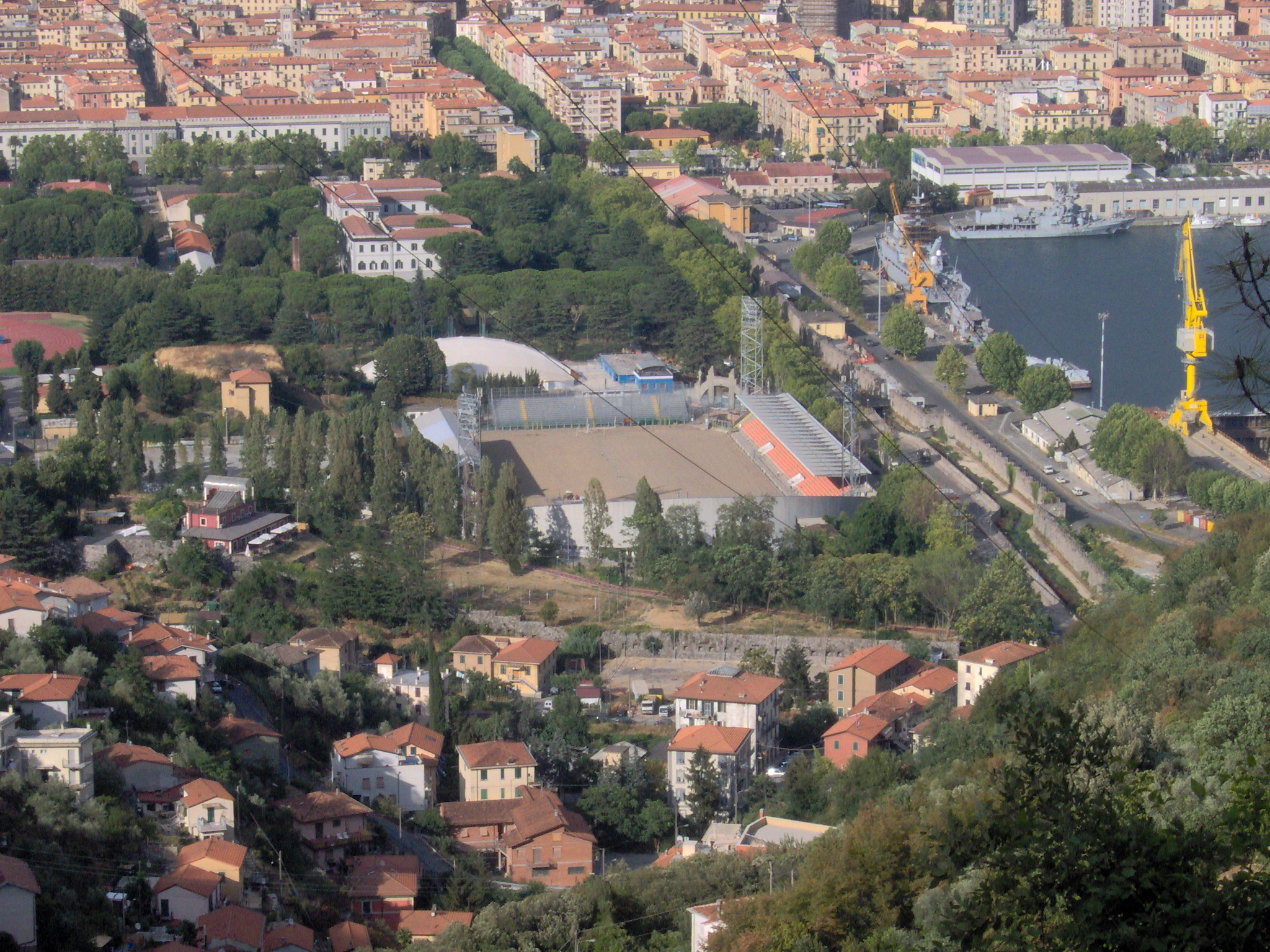
Vista panoramica dello stadio Picco durante i lavori dell'estate 2006

Nel corso dell'estate 2007 vengono realizzate alcune opere in seguito all'inasprimento delle norme relative alla sicurezza negli stadi. Per poter considerare l'impianto a norma di legge vengono infatti posti dei tornelli a tutti i varchi di accesso del pubblico; l'intero stadio viene inoltre circondato da una recinzione metallica che garantisce un'area di sicurezza tra i controlli di ingresso e l'accesso agli spalti. Vengono contestualmente realizzati nuovi cancelli di sicurezza e installate ulteriori telecamere di sorveglianza. Cambia in modo radicale l'accesso allo stadio per i tifosi ospiti, grazie alla realizzazione di uno speciale tunnel che consente l'accesso alla Curva Piscina dalla laterale Via dei Pioppi.
Il vecchio campo di calcio posto dietro la Tribuna, conosciuto come Sussidiario, viene definitivamente dismesso per consentire il collegamento con il tunnel verso la Curva Piscina e un'area sicura di parcheggio per gli automezzi dei tifosi ospiti.
Nella parte superiore del settore Distinti vengono realizzati alcuni piccoli box in muratura, per migliorare il comfort delle postazioni televisive e giornalistiche.
Non sono comunque venuti meno alcuni dei problemi relativi al mancato completamento della ristrutturazione dello stadio: in particolar modo la tribuna risulta essere ormai una struttura troppo vecchia e limitata nella visibilità e nella capienza, ed il settore ospiti è ancora realizzato con materiali metallici prefabbricati. L'originale progetto Gregotti prevederebbe il completamento dello stadio realizzando per questi due settori delle strutture simmetriche a quelle già in atto nella Curva Ferrovia e nei Distinti, ma le nuove norme emanate nel corso degli anni in materia di sicurezza rendono assai difficile la messa in atto del progetto così come era nella sua forma originale.
La tempistica degli interventi futuri non è ancora chiara e potrà variare in base alle risorse finanziarie che l'Amministrazione comunale vorrà mettere a disposizione; per i prossimi interventi la priorità dovrebbe comunque essere riservata al completo rinnovo della Tribuna, e solo secondariamente alla realizzazione della Curva Piscina in cemento armato o alla copertura della Curva Ferrovia con una tettoia.
Nell'estate 2008, in seguito al fallimento societario dello Spezia Calcio 1906 e la successiva ripartenza dalla Serie D, la capienza ufficiale dello stadio era stata ridotta a 7 500 posti, per poter così eludere l'obbligatorietà dell'utilizzo di biglietti nominali, tornelli e stewards, al fine di ridurre le spese di gestione dell'impianto.
Terminata la stagione 2010-2011, lo stadio viene dotato di manto sintetico 62 Lesmo Tricolor Geofill N Tredi, finito di posare il 20 agosto 2011. Inoltre, a partire dalla partita Spezia-Piacenza del 19 settembre 2011 è in uso un tabellone elettronico, provvisorio, situato presso l'angolo di campo tra Tribuna e Curva Piscina.
Tra dicembre e gennaio 2014 l'impianto sportivo è stato dotato di manto in erba naturale mista a sintetico con serpentina interrata per il riscaldamento del campo.

### 2021-2025: Adeguamento alla Serie A
I lavori per l'adeguamento alla Serie A, partiti nel 2021 hanno previsto la ristrutturazione e l’ampliamento degli spogliatoi, nuove sedute a livello campo con panchine giocatori integrate e copertura dedicata, un nuovo edificio dedicato agli spazi di lavoro per i media e l’area ospitalità, nuovi posti skybox, lo spostamento di tribuna stampa e telecamere nel nuovo edificio, spostamento dell’area OB-van (outside broadcast) da viale Nicolò Fieschi a via dei Pioppi e la sostituzione e reintegrazione dei seggiolini del settore distinti e della tribuna, nonché una nuova copertura per la Curva Ferrovia e rifacimento dei bagni del settore.
Il 31 maggio 2024, sono iniziati i lavori per la copertura della Curva Ferrovia, terminati poi il 9 febbraio dell'anno successivo.

## Lo stadio nel terzo millennio
Il 16 dicembre 2020 lo stadio ha ospitato la prima partita in Serie A dello Spezia, alla prima partecipazione al campionato di massima serie nella propria storia, contro il Bologna. Infatti, a causa dei lavori di adeguamento all'impianto, necessari per l'ottenimento dell'omologazione dello stesso al fine di garantire alla formazione spezzina di disputare regolarmente le proprie partite casalinghe come da norme imposte dalla Lega Serie A, la squadra ligure ha dovuto pertanto disputare le prime cinque gare casalinghe di campionato all'Orogel Stadium-Dino Manuzzi di Cesena.

### Caratteristiche
Solo i settori di Curva Ferrovia, Tribuna e Distinti sono coperti. Nel corso della stagione 2018-2019 è stata completata la posa dei seggiolini in tutto lo stadio.
Ad oggi li troviamo bianchi in Curva Ferrovia, grigi in Curva Piscina (settore ospiti) e bianconeri in Curva Piscina (lato tifoso di casa) tribuna e nei Distinti. Poco meno della metà della Curva Piscina è destinata ai tifosi ospiti ed ha una capienza di 1500 unità, mentre i restanti 1977 posti del medesimo settore, sono dedicati ai supporters locali.
La capienza complessiva dell'impianto è di 12 273 posti. Lo stadio è di proprietà del Comune della Spezia, che ha anche recentemente acquistato dalla Marina Militare il terreno su cui sorge l'impianto.

### Ubicazione
Lo stadio Alberto Picco sorge in Viale Fieschi, un ampio viale che si trova sul percorso che collega La Spezia a Portovenere. L'unica altra via di accesso all'impianto è la stretta e tortuosa Via dei Pioppi, che si trova alle spalle di Tribuna e Curva Ferrovia. Lo stadio si trova a poche centinaia di metri dal centro storico cittadino, e l'intera struttura è posizionata di fronte al muro di cinta dell'arsenale militare e ad altre zone militari quali il centro sportivo "A. Montagna".
La stazione ferroviaria di La Spezia Centrale si trova a circa un chilometro ed è raggiungibile sia a piedi che tramite il trasporto pubblico cittadino, il casello autostradale più vicino è quello di La Spezia-S. Stefano Magra sulle autostrade A15 e A12 ed è distante una decina di chilometri.